# О’Ши, Оскар
О́скар О’Ши́ (англ. Oscar O'Shea; 8 октября 1881, Питерборо, Канада — 6 апреля 1960, Голливуд, США) — канадско-американский характерный актёр, который с 1937 по 1953 год снялся более чем в 100 фильмах. Амплуа О’Ши были преимущественно властные и благородные персонажи. Одна из самых заметных актёрских работ — роль хозяина ранчо в экранизации повести Джона Стейнбека «О мышах и людях» (1939).
О’Ши умер в Голливуде, штат Калифорния, в 1960 году в возрасте 78 лет.

## Избранная фильмография
| Год  |     | Русское название            | Оригинальное название       | Роль                                        |
| ---- | --- | --------------------------- | --------------------------- | ------------------------------------------- |
| 1937 | ф   | Отважные капитаны           | Captains Courageous         | капитан Уолт Кашмен                         |
| 1937 | ф   |                             | Double Wedding              |                                             |
| 1937 | ф   |                             | Mannequin                   |                                             |
| 1937 | ф   |                             | Thoroughbreds Don't Cry     |                                             |
| 1937 | ф   |                             | Youth Takes a Fling         |                                             |
| 1938 | ф   | Ангелы с грязными лицами    | Angels with Dirty Faces     | нет в титрах                                |
| 1939 | ф   | Приглашение к счастью       | Invitation to Happiness     | судья                                       |
| 1939 | ф   | Судьба солдата в Америке    | The Roaring Twenties        | нет в титрах                                |
| 1939 | ф   | О мышах и людях             | Of Mice and Men             |                                             |
| 1940 | ф   | Незнакомец на третьем этаже | Stranger on the Third Floor | судья                                       |
| 1941 | кор | Сердце-обличитель           | The Tell-Tale Heart         | первый помощник шерифа (в титрах не указан) |
| 1941 | ф   | Цветы в пыли                | Blossoms in the Dust        | нет в титрах                                |
| 1943 | ф   | Два билета в Лондон         | Two Tickets to London       |                                             |
| 1944 | ф   | Призрак мумии               | The Mummy's Ghost           | охранник музея                              |